# Paul Deneau Trophy
Il Paul Deneau Trophy è stato un trofeo annuale assegnato al giocatore più corretto e sportivo della World Hockey Association. Il trofeo fu chiamato in onore di Paul Deneau, fondatore della franchigia dei Dayton Aeros.

## Vincitori
| Stagione | Giocatore         | Squadra                   |
| -------- | ----------------- | ------------------------- |
| 1972-73  | Ted Hampson       | Minnesota Fighting Saints |
| 1973-74  | Ralph Backstrom   | Chicago Cougars           |
| 1974-75  | Mike Rogers       | Edmonton Oilers           |
| 1975-76  | Václav Nedomanský | Toronto Toros             |
| 1976-77  | Dave Keon         | NE Whalers                |
| 1977-78  | Dave Keon         | NE Whalers                |
| 1978-79  | Kent Nilsson      | Winnipeg Jets             |